# Murphy Anderson
Murphy Anderson   (Asheville, 9 de juliol de 1926 - Somerset, 22 d'octubre de 2015) Murphy C. Anderson Jr.  va ser un autor de còmics estatunidenc, conegut com un dels principals entintadors de la seva època, que va treballar per a empreses com DC Comics durant més de cinquanta anys, començant a l'Edat d'Or dels Còmics a la dècada de 1940. Va treballar en personatges com Hawkman, Batgirl, Zatanna, Spectre i Superman, així com en la tira còmica del diari sindicat per Buck Rogers. Anderson també va contribuir durant molts anys a PS, la revista de còmics de manteniment preventiu de l'exèrcit dels Estats Units.

## Biografia
Murphy Anderson va néixer el 9 de juliol de 1926, a Asheville, Carolina del Nord, i mentre estava a l'escola de primària es va traslladar amb la seva família a Greensboro, Carolina del Nord. Després de graduar-se a l'institut el 1943, va estudiar breument a la Universitat de Carolina del Nord abans de traslladar-se a Nova York a la recerca de feina a la indústria del còmic, i va ser contractat per Jack Byrne com a artista de plantilla a l'editorial de còmics Fiction House. El seu primer crèdit confirmat és el reportatge d'aviació de no-ficció de dues pàgines i dos terços "Jet Propulsion" a Wings Comics  núm. 48 (amb data de portada, l'agost de 1944), i el seu primer llargmetratge de ficció va ser una història de vuit pàgines "Suicide Smith and the Air Commanders" a Wings Comics núm. 50 (octubre de 1944). El mes següent ja era l'artista habitual de les sèries de Planet Comics "Life on Other Worlds" i "Star Pirate". Anderson va continuar fent còmics, així com il·lustracions per a revistes de ciència-ficció, durant les seves destinacions als Estats Units mentre servia a la Marina dels Estats Units de 1944 a 1945.
Del 1947 al 1949, Anderson va ser l'artista de la sèrie de còmics Buck Rogers. Durant la dècada del 1950, Anderson va treballar per a diverses editorials, com ara Pines Comics, St. John Publications, Ziff Davis, DC Comics i Atlas Comics, la predecessora de Marvel Comics en aquella dècada.

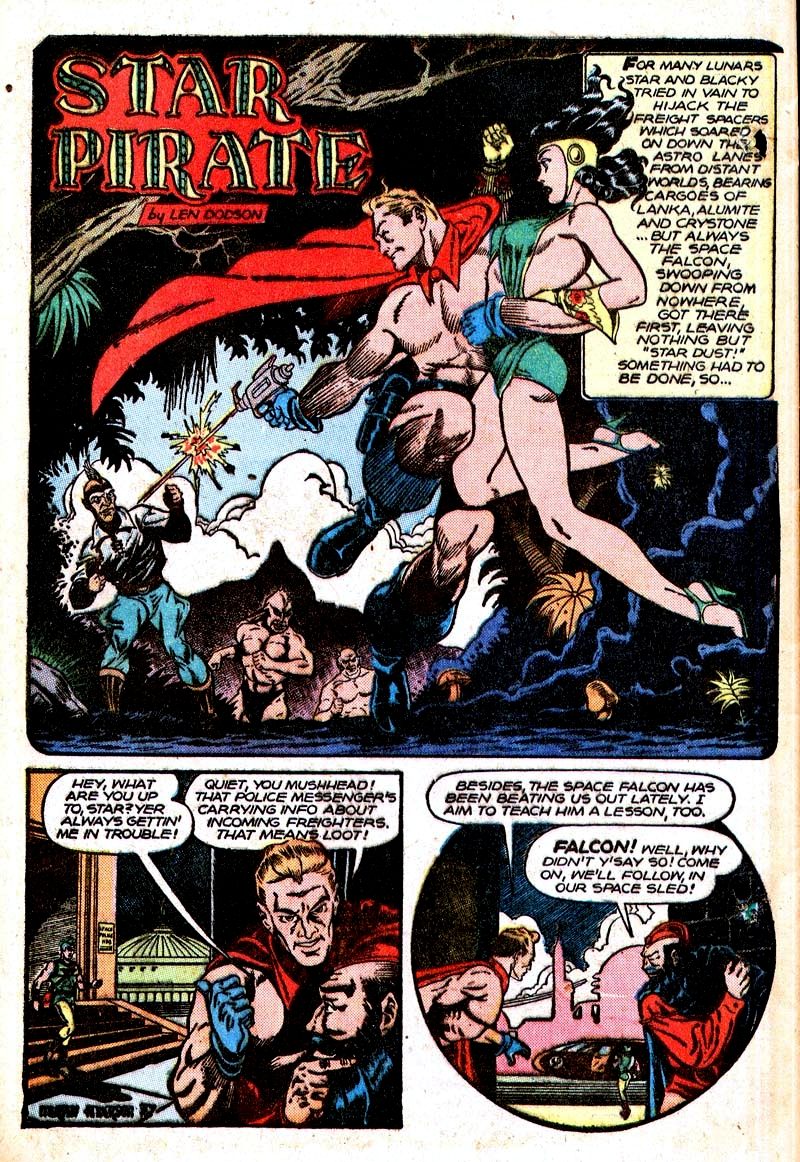
Pàgina d'inici de "Star Pirate", Planet Comics núm.50 (setembre de 1947), dibuixada a llapis i entintada per Anderson

Anderson va succeir l'artista i cocreador Carmine Infantino en el llargmetratge de superherois "Captain Comet", començant amb la història "The Girl from the Diamond Planet" (amb data de portada, setembre de 1951). Anys més tard, Anderson i l'escriptor John Broome van crear el reportatge "Atomic Knights" a Strange Adventures núm 117 (juny de 1960), que Anderson va descriure més tard com la seva tasca preferida. Anderson i l'escriptor Gardner Fox van llançar la sèrie Hawkman el maig de 1964 i van presentar el personatge, Zatanna al número 4 (novembre de 1964). L'historiador de còmics Les Daniels va assenyalar que "Hawkman realment va tenir èxit quan l'artista Murphy Anderson va prendre el relleu... Anderson va destacar amb la seva versió elegantment ornamental de la Meravella Alada". El personatge d'Espectre va ser reviscut per Fox i Anderson a Showcase, núm. 60 (febrer de 1966) i va rebre la seva pròpia sèrie el desembre de 1967. A la dècada del 1960, Anderson va proposar que les pàgines de còmics es dibuixessin a 25.4x38.1 cm en lloc de l'estàndard predominant de 30,48x45.7 cm, que permetia fotografiar dues pàgines alhora, i això es va convertir posteriorment en l'estàndard de la indústria.
Anderson va dissenyar el vestuari d'Adam Strange. Amb el seu col·laborador habitual, el dibuixant Curt Swan, els treballs de la parella sobre Superman i Action Comics a la dècada de 1970 van ser anomenats "Swanderson" pels fans. Sovint amagava les seves inicials en algun lloc de les històries que entintava. A principis dels anys setanta, DC va encarregar a Anderson, entre altres artistes, que redibuixessin els caps de les versions de Superman i Jimmy Olsen de Jack Kirby, per por que les versions de Kirby fossin massa diferents de les imatges establertes dels personatges. El 1972, va dibuixar Wonder Woman per a la portada del primer número de la revista Ms.Magazine. El 1973, va fundar Murphy Anderson Visual Concepts, que proporcionava separacions de colors i lletres per a còmics.
Anderson també va contribuir durant molts anys a PS, la revista de còmics de manteniment preventiu de l'exèrcit dels Estats Units.

## Vida personal
Anderson i la seva esposa Helen, amb qui van estar casats durant 67 anys, van tenir dues filles, Sophie i Mary, i un fill, Murphy III. Anderson va morir a Somerset, Nova Jersey, el 22 d'octubre de 2015, als 89 anys, d'insuficiència cardíaca.

## Premis
Els reconeixements d'Anderson inclouen el Premi Alley de 1962 al "Millor Entintador"; un Alley de 1963 per "Artista Preferit a la Lliga de la Justícia d'Amèrica "; un Alley de 1964 al "Millor Artista Entintador" i a la "Millor Portada de Còmic" (Detective Comics núm.329, amb el dibuixant Carmine Infantino); un Alley de 1965, de nou, al "Millor Artista Entintador" i a la "Millor Portada de Còmic" (The Brave and the Bold núm.61), així com a la "Millor Novel·la" ('Solomon Grundy Goes On A Rampage') a Showcase núm.55, amb l'escriptor Gardner Fox.
Anderson va rebre un premi Inkpot el 1984 i va ser inclòs al Saló de la Fama Jack Kirby el 1998 al Saló de la Fama Will Eisner el 1999 i als Premis Inkwell del Saló de la Fama Joe Sinnott el 2013.

### Aardvark-Vanaheim
- Cerebus Jam núm.1 (1985)

### Còmics d'Aida-Zee
- Aida-Zee núm.1 (entintat, assistit per Dan Zolnerowich; també separacions de colors) (1990)

### Còmics Comico
- Jonny Quest núm.9 (1987)

### Còmics d'imatge
- Shadowhawk núm.9 (1993)

### Còmics de Marvel
- Suspens núm.7 (1951)